# Specialisterna
Specialisterna är en humorgrupp bestående av komikerna Simon "Raketen" Gärdenfors, Albin Olsson och Anton Magnusson.
Gruppen bildades av Gärdenfors och Magnusson 2012, då de fick i uppdrag att producera inslag i Humorhimlen Lab i SR P3. Radioprogrammet Specialisterna sändes i tre säsonger, och till gruppen anslöt sig Petrina Solange och Maria Grudemo el Hayek.
I oktober 2018 lanserade gruppen pilotavsnittet till sin sitcom med titeln Mina problem. I januari 2019 släpptes det andra avsnittet av Mina Problem, i vilket komikern Peter Wahlbeck hade en betydande roll.

## Specialisterna Podcast
2015 startades Specialisterna Podcast, då utan Petrina Solange och Maria Grudemo el Hayek. Nytillkommen medlem blev istället Albin Olsson. Återkommande inslag i podcasten är tramsiga jinglar (till exempel "Antons kliniska depression", "Simons personliga helvete" och "Albins vanliga liv"), vem i gruppen som upptäckte drycken Fanta Zero, samt vem i gruppen som är störst fan av Nintendo. Podcastens officiella slogan är frasen "Rabba dabba tipp topp" och den sägs numera i slutet av varje avsnitt. I podden har de etablerat smeknamn på varandra, Simon Gärdefors kallas Raketen (tidigare Sprickan,Gamen och Skilsmässan), Albin Olsson Svensken (tidigare Blixten) och Anton Magnusson kallas Offret (tidigare Monstret).

## Föreställningar
2016 turnerade gruppen i ett antal svenska städer med humorföreställningen "The Äta Bajs Tour". Under 2017 och 2018 turnerade Gärdenfors och Magnusson med föreställningarna "Vesslan" och "Benne".
Under våren var även Albin Olsson på turné tillsammans med Petrina Solange med sina respektive föreställningar ”Komikern och rasisten” och ”Knivapidde”. 
I februari 2019 annonserade Specialisterna att de ska ut på turné med en ny föreställning vid namn Experimentet. Namnet kommer ifrån att man har valt att testa ett nytt, helt obeprövat koncept. Konceptet innebär att man kombinerar livepodd och sedvanlig standup i en och samma föreställning.